# Església de la Nostra Senyora de Trèveris
La Liebfrauenkirche (Església de La nostra Senyora), contigua a la Catedral de Trèveris, és una església construïda entre 1235 i 1260 a la ciutat de Trèveris.Està inscrita a la llista del Patrimoni de la Humanitat de la UNESCO des del 1986.
Juntament amb la Catedral de Magdeburg és un dels primers exemples d'arquitectura gòtica alemanya. La seva planta està basada en la creu grega, i la torre sobre de la cúpula accentua la intersecció de les naus. La portada oest està ricament decorada amb ornaments entallats i símbols iconogràfics.